# 4302 Markeev
4302 Markeev este un asteroid din centura principală, descoperit pe 22 aprilie 1968, de Tamara Smirnova.